# Marruecos en los Juegos Paralímpicos de París 2024
Marruecos estuvo representado en los Juegos Paralímpicos de París 2024 por un total de 36 deportistas, 22 hombres y 14 mujeres.

## Medallistas
El equipo paralímpico marroquí obtuvo las siguientes medallas:
| Nombre           | Deporte   | Evento                |
| ---------------- | --------- | --------------------- |
| Oro              |           |                       |
| Fatima El-Idrisi | Atletismo | Maratón T12 femenino  |
| Muncef Buya      | Atletismo | 400 m T12 masculino   |
| Ayman El-Hadui   | Atletismo | 400 m T47 masculino   |
| Plata            |           |                       |
| Fatima El-Idrisi | Atletismo | 1500 m T13 femenino   |
| Meryem En-Nourhi | Atletismo | Maratón T12 femenino  |
| Yusra Karim      | Atletismo | Disco F41 femenino    |
| Azedin Nuiri     | Atletismo | Peso F34 masculino    |
| Abdelilah Gani   | Atletismo | Peso F53 masculino    |
| Ayub Sadni       | Atletismo | 400 m T47 masculino   |
| Bronce           |           |                       |
| Saida Amudi      | Atletismo | Peso F34 femenino     |
| Ayman El-Hadui   | Atletismo | 100 m T47 masculino   |
| El-Amin Chentuf  | Atletismo | Maratón T12 masculino |
| Zakaría Derhem   | Atletismo | Peso F33 masculino    |
| Rayá Akermach    | Taekwondo | +65 kg femenino       |
| Ayub Aduich      | Taekwondo | –63 kg masculino      |